# Karomama Meritmut I.
Karomama Meritmut I. (Beiname: Sitamun Mutemhat) war eine altägyptische Hohepriesterin der 22. Dynastie. Sie trug den Titel einer Gottesgemahlin des Amun.
Karomama Meritmut I. ist vor allem durch eine kostbare Bronzestatue bekannt, die der Schatzmeister Ahentefnachte für sie anfertigen ließ und die sich nun im Louvre in Paris befindet. Eine ihr gewidmete Votivstatue der Göttin Maat aus Karnak stammt ebenfalls von Ahentefnachte. Weitere Objekte mit ihrem Namen sind unter anderem eine Stele und eine (usurpierte) Privatstatue, die ihr Reliefbild trägt, Kanopenkrüge und Uschebtis, die sich in Berlin befinden.
Karomama Meritmut ist eventuell identisch mit einer Karomama, Tochter des Osorkon II., die in der Sedhalle des Pharaos abgebildet wird. Eine Darstellung von Meritmut selbst findet sich in der Kapelle des Osiris-Nebanch („Osiris, Herr des Lebens“) in Karnak. Ihre Vorgängerin im Amt der Gottesgemahlin war die Hohepriesterin Henuttaui aus der 21. Dynastie, ihr folgte Schepenupet I.
Ihr Grab wurde Dezember 2014 im Ramesseum gefunden, wo sich in der Dritten Zwischenzeit ein wichtiger Friedhof entwickelt hatte.